# Афанасий (Кулибин)
Епископ Афанасий (в миру Абрам Абрамович Кулибин или Телицын; 1803, Вятская губерния — 1865, Хвалынск) — епископ Древлеправославной Церкви Христовой (старообрядцев, приемлющих белокриницкую иерархию), епископ Саратовский.

## Биография
Происходил из крестьян Вятской губернии. Незаурядные личные качества ещё в юношеском возрасте доставили Афанасию дружбу и уважение известных в старообрядчестве деятелей — поволжских купцов Мальцовых, Абачиных, Михайловых, Симаковых и др.
В 22 года он поступил в Верхне-Преображенский монастырь на Иргизе, где и принял иноческий постриг. Через несколько лет был избран в монастырские экономы. И по должности, и по тому уважению, которое он заслужил благодаря природному уму и волевым качествам, Афанасий вместе с игуменом Силуяном, казначеем Платоном и монастырским секретарём Афанасием Кочуевым принимал участие в делах духовного и административного управления монастырём.
Вскоре после прибытия в Россию рукоположенного в Белой Кринице епископа Софрония инок Афанасий был в 1850 году им поставлен в сан архимандрита.
В 1855 году по прошению саратовских старообрядцев архиепископ Антоний рукоположил его в епископа на Саратовскую кафедру.
Вследствие возникших недоразумений между архиепископом Антонием и епископом Казанским Пафнутием и решения архиепископа Антония удалиться из Москвы во Владимир, Афанасий был избран на московский архиепископский престол. Однако он направил в августе 1861 года российскому Освященному собору прошение, в котором изложил условия, от выполнения которых зависело, примет ли он избрание на московскую кафедру или нет. Освященный собор признал эти требования вполне справедливыми, но архиепископ Антоний остался на московской кафедре, и приглашение занять московский престол повторено не было.
Умер в 1865 году в Хвалынске. Похоронен там же.